# Lila Schwarzenbergová
Lila Schwarzenbergová (rozená Anna Carolina Schwarzenberg; * 16. prosince 1968 Vídeň), též Anna Morganová či Lila Morganová, je rakouská filmová producentka.

## Život
Jako dcera pozdějšího českého politika Karla Schwarzenberga a jeho manželky Therese (* 1940, rozené Hardekové) vyrůstala se svými dvěma sourozenci Janem Nepomukem (* 1967) a Karlem-Filipem (* 1979) na zámku Obermurau v Horním Štýrsku. Podle vlastních slov byla v mládí závislá na drogách a okrádala rodinu, aby mohla financovat svou závislost. Její otec pro ni zorganizoval pobyt na klinice.
Studovala film na Newyorské univerzitě a etnologii a média na Londýnské univerzitě. V Londýně žila více než 15 let. Pracovala jako režisérka reklam a hudebních videoklipů, novinářka a producentka při vývoji a výrobě televizních pořadů. Film Mein Vater, der Fürst (2022) slouží jako osobní portrét otce, na kterém pracovala pět let. Napsala k němu scénář a společně s Lukasem Sturmem film režírovala. Spolu s ním je jednatelkou vídeňské produkční společnosti neulandfilm & medien.
V letech 1997 až 2014 byla provdána za britského scenáristu Petera Morgana. Z manželství vzešlo pět dětí. Rodina žila do roku 2006 v Battersea a posléze se přestěhovala do Vídně.